# Castillo de Ateca
El castillo de Ateca o fuerte de Ateca es una fortificación de origen incierto, del que ya se tiene noticia documental en el siglo X y que está situado en la localidad zaragozana de Ateca, provincia de Zaragoza, en la comunidad autónoma de Aragón, España. 

## Historia
El Fuerte que ha llegado hasta nuestros días es un fuerte de fusileros del siglo XIX construido sobre los restos de fortificaciones de épocas anteriores, pues esta localidad desde su fundación en 250 A. C. ha sido un lugar estratégico en el camino natural que une el valle del Ebro y la meseta a través de los Valles del Jalón y del Henares y no es difícil suponer que por esa continúa necesidad de defensa de la localidad se pueden superponer en esta fortaleza restos celtíberos, romanos, visigóticos, musulmanes y medievales que no quedan a la vista tras la última reforma del siglo XIX. Se encuentra situado en la parte más alta del casco antiguo de esta localidad. Documentalmente se conoce que en el siglo X el castillo pertenecía a los Banu-Timlat. Fue conquistado por el Cid en 1081 durante su marcha al destierro, e incorporado definitivamente para el Reino de Aragón por Alfonso I el Batallador en 1120, tras la batalla de Cutanda. Posteriormente tuvo importancia en el siglo XIV durante la guerra de los Dos Pedros, siendo reforzada la fortificación en 1357 y siendo conquistado por las tropas Pedro I de Castilla en 1362, siendo pasada la guarnición a cuchillo, tras haber resistido dos días los ataques de los castellanos. 
En el siglo XV, con las nuevas guerras entre Castilla y Aragón, el rey Juan II de Castilla, en 1427, intentó tomar el castillo, pero esta vez con resultados negativos. En 1448, tras haber destruido Torrijo de la Cañada, Horcajo, Monubles y Villalengua, Juan II decidió no atacar el castillo de Ateca por estar pertrechado con las bombardas que habían usado los de Calatayud en 1427. Desde esa fecha poco se sabe del castillo hasta el siglo XIX, fecha de la última reforma del Castillo, que fue impulsada por Pedro de Ybarreta en el año 1837 para adecuarlo a las necesidades de la primera guerra carlista.

## Descripción

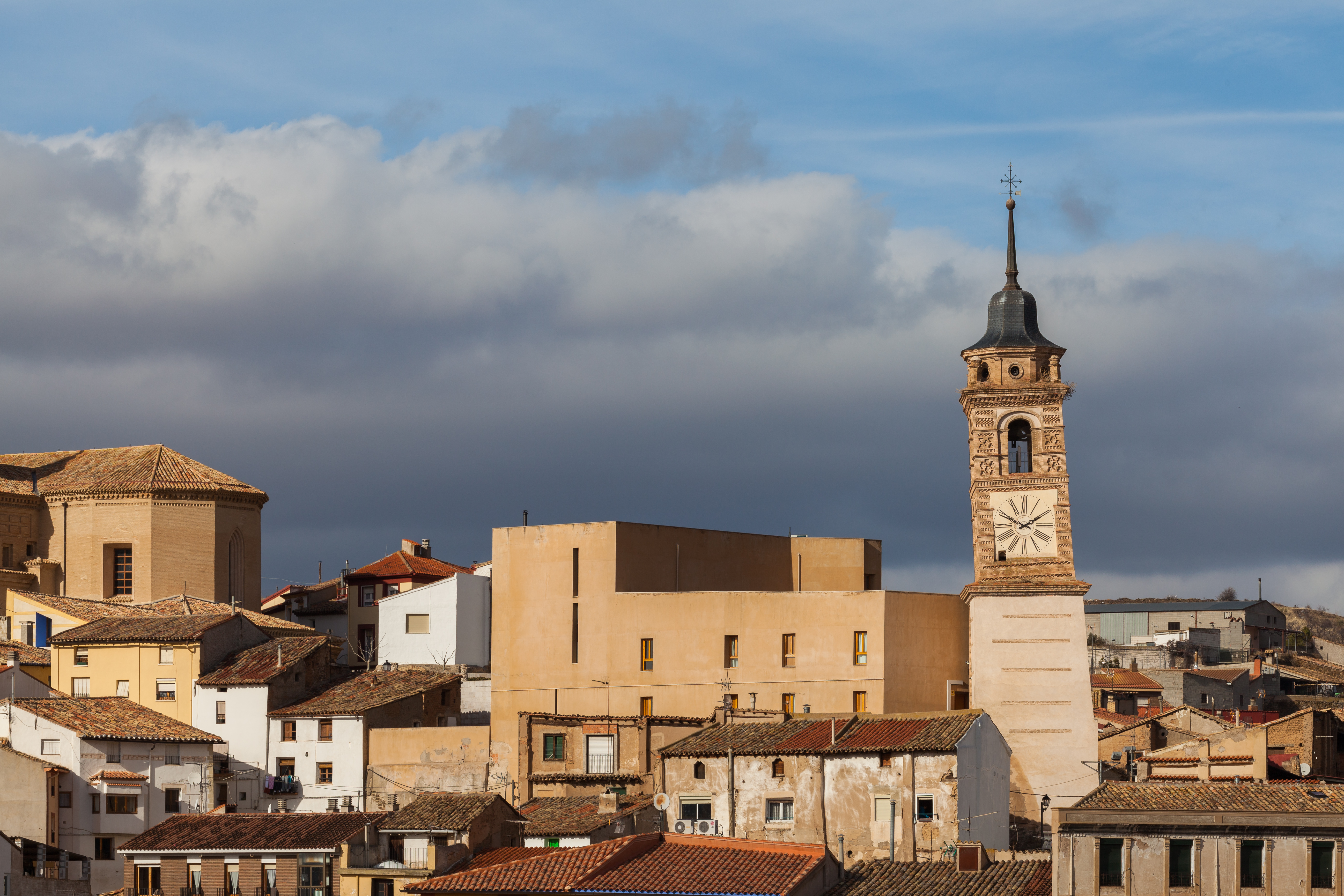
Vista general.

De extensión amplia y forma irregular, sus muros se confunden con los de actuales caseríos, aflorando restos del mismo en dependencias domésticas y calles públicas. En el 1081 este castillo fue conquistado por El Cid según se relata en el cantar de Mío Cid, aunque según se puede apreciar en cualquier imagen aérea la superficie del castillo medieval era más de diez veces superior al fuerte de fusileros que ha llegado hasta nuestros días y que se encuentra en el extremo sur de la explanada del castillo.
Está construido principalmente por mampostería careada apoyada en la roca natural que le sirve de cimentación, sobre el cual en algunas zonas se recrecieron los muros con paramentos de tapial, hoy casi totalmente desaparecidos.
Del total del conjunto destaca la torre-puerta, que alberga el cuerpo de guardia realizado en 1838. con su pequeña puerta de entrada enmarcada por alfiz para encajar un puente levadizo rematada con sendos matacanes o voladizos sobre los muros con aspilleras en el suelo. El conjunto se completaba con las típicas almenas, que se apreciaban en imágenes antiguas y que hoy son casi imperceptibles debido a una intervención poco afortunada en la restauración del año 2005.
El castillo, junto a la iglesia fortificada de Santa María y la muralla, que estuvo en pie hasta finales del siglo XIX, con sus diversas puertas y torres, constituían el sistema defensivo de la villa.

## Protección jurídica
Se encuentra protegido dentro de la declaración genérica de Bien de interés cultural de todos los castillos de España por el Decreto de 22 de abril de 1949 y Ley 16/1985 de protección del Patrimonio Histórico Español.